# کوئنیبرو
کوئنیبرو (به انگلیسی: Queniborough) یک روستا و محله مدنی در بریتانیا است که در Charnwood واقع شده‌است.